# كوراساو والتبعيات
مستعمرة كوراساو والتبعيات كانت مستعمرة هولندية من العام 1815 حتى 1828 ومن 1845 حتى 1936. بين عامي 1936 و1948، كانت معروفة في المنطقة باسم «إقليم كوراساو».